# آبافونگین
آبافونگین (انگلیسی: Abafungin) آبافونگین (INN) یک عامل ضد قارچی با مکانیسم جدید برای درمان درماتومیکوز است.
Abasol یک فرمول کرم موضعی از آبافونگین توسط York Pharma است.
اطلاعات درج شده :زهرا فرامرزی عوری

## تاریخچه
این دارو نخستسن بار در بایر آگ، لورکوزن، آلمان سنتز شد. مطالعه‌ای بر روی آنتاگونیست های H2 مربوط به فاموتیدین، منجر به کشف خواص ضدقارچی آن شد.
به نظر می‌رسد توسعه آن در سال ۲۰۰۹ متوقف شده است.

## مکانیسم عمل
برخلاف ضد قارچ‌های کلاس ایمیدازول و تری‌آزول، آبافونگین به طور مستقیم به غشای سلولی قارچ آسیب می‌رساند.
افزون بر این، آبافونگین آنزیم استرول 24-C-متیل ترانسفراز را مهار می‌کند و ترکیب غشای قارچ را اصلاح می‌کند.
این دارو دارای فعالیت آنتی‌ییوتیکی در برابر باکتری‌های گرم مثبت و همچنین فعالیت اسپور کشی است.